# Noise Records
Noise Records är ett tyskt skivmärke som grundades av Karl-Ulrich Walterbach 1984. Noise Records specialiserar sig på heavy metal och växte dramatiskt när New Wave of British Heavy Metal och thrash metal-vågen sköljde över Tyskland. Med artister som Helloween och Kreator blev bolaget även populärt utomlands. Andra stora band på etiketten var bland andra Billy Idol, Bruce Dickinson, Celtic Frost, Europe, Running Wild och W.A.S.P..
Noise blev genom ett uppköp en del av Sanctuary Records, och vid Universal Records senare uppköp av Sanctuary Records försvann både Noise och Sanctuary.

## Noise Records-band (urval)
| - Beyond Surface - Billy Idol - Bruce Dickinson - Celtic Frost | - Europe - Gamma Ray - Grave Digger - Helloween | - Kreator - Oomph! - Rage - Running Wild | - Stratovarius - Virgin Steele - W.A.S.P. - Midas Touch |